# Volksmärchen aus Pommern und Rügen
Volksmärchen aus Pommern und Rügen ist eine Märchensammlung von Ulrich Jahn, die 1891 veröffentlicht wurde. Der Originaltitel war Volksmärchen aus Pommern und Rügen 1. Die Materialien für einen 2. und 3. Band kamen nicht mehr zum Druck und sind verschollen. Es handelt sich um Ulrich Jahns bekanntesten Beitrag zur Volkskunde und die umfangreichste Sammlung pommerscher Volksmärchen überhaupt.
Jahns Einleitung zufolge hörte er die 62 Märchentexte von Erzählern aus der arbeitenden Landbevölkerung sowie Fischern und Matrosen. Sein Anhang gibt jeweils die Herkunftsorte an und vergleicht zum Teil noch abweichende Varianten.

## Inhalt
1. Das Goldspinnen
2. Der Jäger und der Sohn des Zwergkönigs
3. Die Prinzessin auf dem Baum
4. Das Paradies
5. De Koenigin un de Pogg’
6. Die Königstochter und die Schorfkröte
7. Von der wunderschönen Prinzess
8. Die drei Raben
9. Der Schlüssel
10. Das Patenkind des Todes
11. Hadelum-pum-pum
12. Vom Königssohn, der noch zu jung zum Heiraten sein sollte
13. Hans Wunderlich
14. Hans Hildebrand und der Pastor
15. Glück und Verstand
16. Hans, der Grafensohn, und die schwarze Prinzessin
17. Der starke Jochem
18. Das Wolfskind
19. Das Männchen Sonderbar
20. Der gehörnte Siegfried
21. Der Bärensohn
22. Eine lügenhafte Geschichte
23. Der alte Fritz und der Bauerjunge
24. Alten-Sattel
25. Der Bauer, der Edelmann und der alte Fritz
26. Der Hühnerhund
27. Der alte Fritz und der Pastor
28. Der alte Fritz und der Student
29. Der seltsame Traum
30. Der alte Fritz und der Besenbinder
31. Der alte Fritz und der Husar
32. Der Pilger
33. Wie aus einem Schweinehirten ein König ward
34. Der Schiffer und die drei Königstöchter von Engelland
35. Die Mädchen im Pfluge
36. Die zwölf Riesen
37. Die beiden Försterskinder
38. Der Kater Johann
39. Die beiden feindlichen Könige
40. Die Cholerakinder
41. Duurn’nroesken
42. Dei Fischer un syne Fruu
43. Wie Dummhans für ein Gerstenkorn ein Königreich bekam
44. Das Märchen vom Himphamp
45. Der Teufel und der Drescher
46. Der lederne Mann
47. Schmied Siegfried und der Teufel
48. Sankt Peter und der Schmied
49. Schmied Günther
50. Das Nüllingkücken
51. Der Tabak
52. Die russische Finetee und die russische Galethee
53. Der Meisterdieb
54. Die Maränen
55. Die Königin von Tiefenthal
56. Die Königin von Siebenbürgen
57. Das Schloss der goldenen Sonne
58. Das Wunderbuch
59. Der Zauberring und das Zauberschloss
60. Der weiße Wolf
61. Der schwarze Frosch
62. Der Kaufmann und die Seejungfrau